# 东峡乡
东峡乡，是中华人民共和国青海省西宁市湟源县下辖的一个乡镇级行政单位。

## 行政区划
东峡乡下辖以下地区：
石崖庄村、新民村、响河村、下脖项村、峨头山村、兰占巴村、灰条沟村、灰条口村、拉尔贯村、北山村、柏树堂村、山岔村和炭窑村。